# 舒懋官
舒懋官（？—？），字长德，号萸房，江西靖安人，清朝政治人物。进士出身。

## 生平
乾隆五十八年（1793年）进士，历官广东英德。嘉庆十七年八月，擔任清朝廣東省潮州府豐順縣知縣。后由王奇雲接任。嘉庆二十一年（1816年），擔任清朝廣州府新安縣知縣。后由姚敔接任。后改任香山等县知县。曾主修嘉庆《新安县志》。